# Brachiaria praetervisa
Brachiaria praetervisa är en gräsart som först beskrevs av Karel Domin, och fick sitt nu gällande namn av Charles Edward Hubbard. Brachiaria praetervisa ingår i släktet Brachiaria och familjen gräs. Inga underarter finns listade i Catalogue of Life.